# Bitva na řece Ša-che
Bitva na řece Ša-che v Mandžusku byla jedním z velkých vojenských střetnutích mezi carskou armádou a vojsky Japonského císařství během Rusko-japonské války. Bitva probíhala ve dnech 5. – 17. října 1904, účastnilo se jí téměř 400 tisíc vojáků a nepřinesla žádného vítěze. Rusové sice zastavili japonský postup na Mukden, ale ruský cíl prolomit japonské linie a odlehčit obléhanému přístavu Port Arthur splněn nebyl.

## Předcházející události
V 19. století expandovali Rusové na Dálný východ. Japonci velice nelibě nesli jejich ambice v jižním Mandžusku a severní Koreji. Ruské diplomacii se v roce 1898 podařilo Čínskému císařství vnutit 25letý pronájem poloostrova Liao-tung se strategickým přístavem Port Arthur na jihu. Tichooceánské loďstvo získalo nezamrzající přístav a výchozí bod pro kontrolu nad Žlutým mořem, Korejským zálivem a částí čínského pobřeží. Poslední kapkou pro Japonce bylo ruské rozhodnutí, že budovaná Transsibiřská magistrála povede přes jižní Mandžusko a Port Arthur bude na ni přímo napojen.

### Stručný popis celého konfliktu
Válka začala 8. února 1904, kdy japonské námořnictvo zaútočilo na Tichomořskou flotu u Port Arthuru. Dvoudenní bitva (více: Bitva u Port Arthuru) skončila bez vítěze, ale Japoncům se podařilo získat bojovou iniciativu, zatímco ruské síly vyčkávaly v přístavu. Ruské pasivity Japonci zručně využili, vylodili se na Korejském poloostrově u Inčchonu a záhy obsadili Soul. V dubnu 1904 již stály japonské armády na hranicích Rusy ovládaného Mandžuska a probili se až k Port Arthuru. Místní obránci odolávali japonským útokům do konce roku 1904 (více: Obléhání Port Arturu). Ruská pozemní vojska z Mandžuska, která měla osvobodit obležený přístav, byla poražena bitvě u Liao-jangu na přelomu srpna a září 1904 a zatlačena ještě více na sever. Generál Kuropatkin si byl vědom neúnosné situace ruský obránců v Port Arthuru i toho, že po pádu města Japonci okamžitě přemístí uvolněnou 3. armádu generála Nogiho na sever do Mandžuska. Rozhodl po příjezdu posil z centrálního Ruska, že se chopí iniciativy a zaútočí.

## Bitva

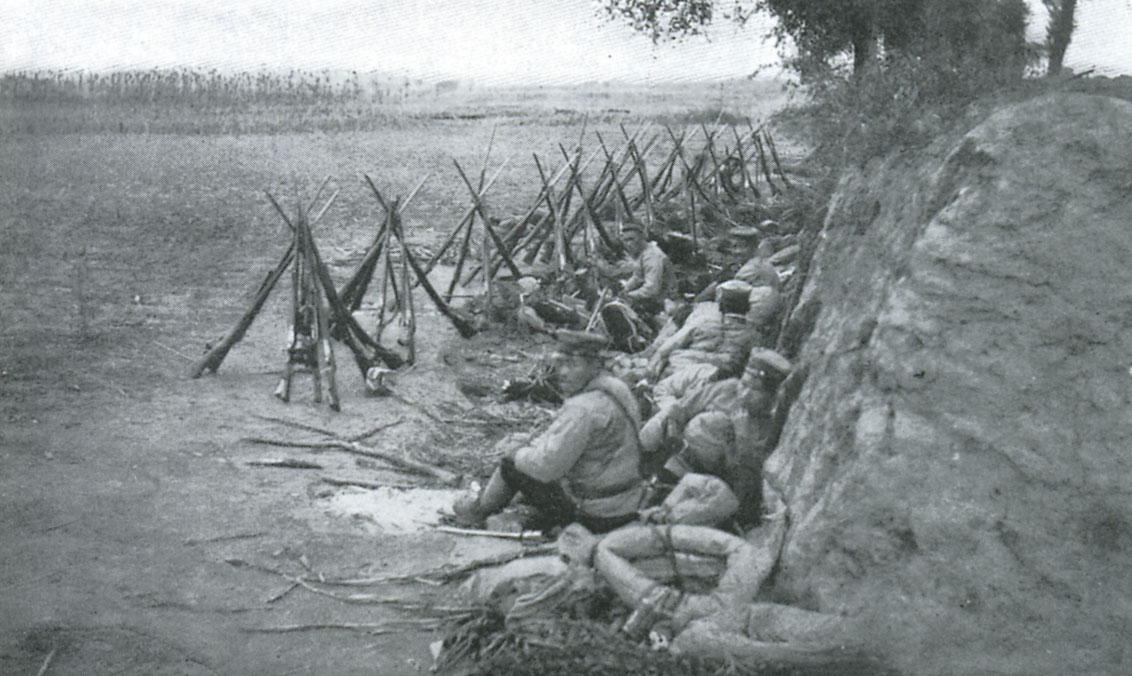
Japonští vojáci v bitvě na řece Ša-che

### Poměr sil
Japonci pod vedením maršála Ójama měli k dispozici celkem 170 000 mužů ve třech armádách. Na východě fronty byla 1. armádu generála Kurokiho, na západě 2. armáda generála Oka a střed kryla 4. armáda generála Nozeho. Maršál Ójama se mohl spolehnout na velmi dobrou morálku svých vojáků a modernější zbraně a vybavení než měli jeho protivníci na druhé straně frontě.
Ruské síly před bitvou činily 210 000 mužů a mohli se spolehnout na další posily přijíždějící po železnici. Východní části armády vedl generál Stackelberg, západní baron von Bilderling a celé operaci velel generál Kuropatkin. Na rozdíl od Japonců trpěla ruská armáda horším výcvikem i výbavou. Po porážce u Liao-jangu byla i bojová morálka ruských vojáků neporovnatelně nižší než jejich protivníků. Kuropatkinův plán byl pomocí západního křídla zastavit postup japonských vojsk na řece Ša-che a následně levé křídlo mělo zaútočit směrem k Liao-jangu. Zbývající síly měly odříznout ústupovou cestu japonské 1. armádě na jih. Pro útok, kterému hned z počátku chyběl moment překvapení, vyčlenil pouze polovinu dostupných sil a nevyužil ani celého potenciálu ruského dělostřelectva.

### Průběh bitvy
Ruský útok přišel 5. října 1904. Západní křídlo postoupilo takřka bez boje o 25 km na jih a takřka bez boje dorazilo 7. října na břeh řeky Ša-che. Východní křídlo přes špatně kopcovitý terén postoupilo do 8. října o 36 km . Generál Kuropatkin předpokládal, že Japonci budou očekávat hlavní útok přes západní rovinaté křídlo a ne přes špatně prostupné kopcovité východní křídlo. Maršál Ójama z počátku nechtěl uvěřit ruskému konceptu útoku, dokud se mu do rukou nedostala dne 9. října získaná kopie Kuropatkinova rozkazu generálu Stackelbergovi, veliteli východních vojsk. Kuropatkinův plán byl vyzrazen a Rusové byli na východním křídle zastaveni. Ójama se rozhodl zaútočit. Japonská 1. armáda zadržela ruský útok na východě, zatímco 2. armáda měla zaútočit na západní křídlo a 4. armáda se měla pokusit o obkličovací manévr. Japonský protiútok přišel 10. října. Ruské východní křídlo se za cenu velkých ztrát drželo na místě, ale západní křídlo bylo přinuceno 11. října k ústupu. Ve stejný den v noci proběhl na východě ruský protiútok, který si vyžádal přes 10 000 mrtvých, ale nevedl k zatlačení japonských sil. Dne 12. října začali Rusové ustupovat i na východním křídle. V tuto chvíli se začaly se naplno projevovat slabiny v ruské komunikaci. Generál Kuropatkin nevěřil svým generálům a rozdával rozkazy přímo jejich podřízeným, aniž by generál Stackelberg či baron von Bilderling něco věděli. Taky odmítl používat polní telefon, takže se jeho rozkazy dostávaly pomocí kurýrů na místo určení až několik hodin po jejich vydání.

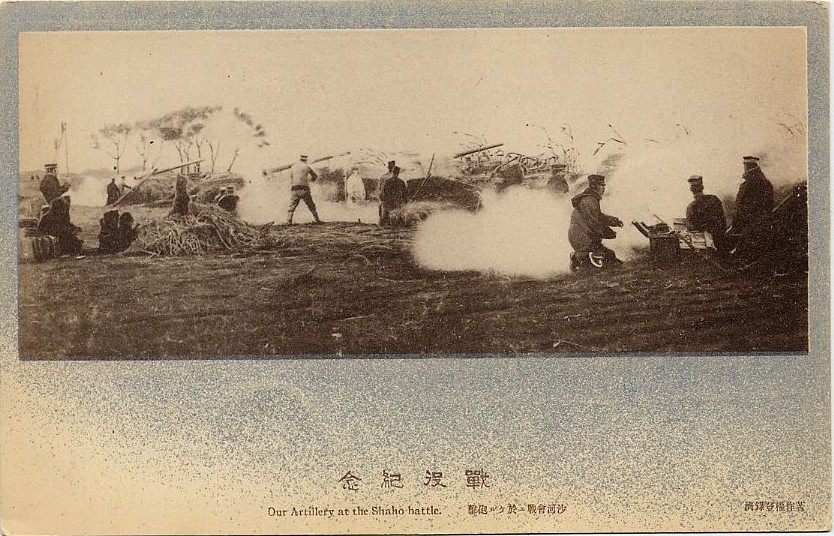
Japonská pohlednice z bitvy

Na jižním břehu řeky Ša-che byl malý hřbet, kterému Rusové přezdívali Pahorek jednoho stromu. Jednalo se o poměrně nízký (cca 300 m) kopec s výhledem na širé pláně vedoucí na sever k Mukdenu. Ze strategického hlediska byl pro Rusy nepostradatelný, pokud pomýšleli na odpor v oblasti před městem. Carské vojsko ovládalo kopec od 9. října. Japonci vzali kopec útokem v noci 12. října a přes tuhý ruský odpor byl ráno 13. října v jejich rukou. Armáda generála Stackelberga začala couvat stále více na sever, protože Kuropatkin odmítl zaútočit na západní části fronty a odlehčit tak východní části, a podařilo se jí vyklouznout z obkličovacího manévru, který se snažila dokončit japonská armáda. Dne 14. října Japonci přebrodili řeku a 2. armádě se podařilo prolomit ruské linie. Ruské síly se začaly organizovaně stahovat k Mukdenu, ústup ale velice komplikovalo japonské dělostřelectvo na pahorku. Kuropatkin přikázal dobýt kopec za každou cenu. Rusové zaútočili v noci 16. října a 17. října se jim podařilo kopec získat zpět. Následně se obě strany pustili do přípravy na nadcházející zimu stavěním pevností a zákopů. Vznikla 60 km dlouhá zákopová linie jižně od Mukdenu.

### Výsledek bitvy
Vysíleni velkými ztrátami (Rusové 40 000, Japonci 20 000) přešli oba protivníci k obraně. Takticky lze bitvu vyhodnotit nerozhodným výsledkem. Rusové zastavili japonský postup na Mukden, ale nepodařilo se jim postoupit na jih k obléhanému Port Arthuru. Vyhasla poslední naděje bránící se ruské posádky na pozemní vysvobození a přístav kapituloval začátku ledna 1905.

## Následné události
Kuropatkin zručně využil vytlačení Japonců z Pahorku jednoho stromu a do Petrohradu podal zprávu o vítězné bitvě. Za odměnu získal od cara velení nad veškerými ruskými jednotkami v oblasti po odvolaném generálu Aleksejevovi. Obě armády přečkaly zbytek roku 1904 zakopané v obranných pozicích a začaly se připravovat na další bitvu, která proběhla na konci ledna 1905 u Sandepa.